# Michael Wamalwa

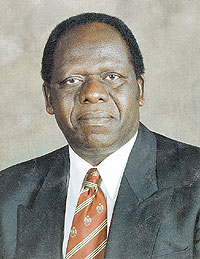
Michael Wamalwa (2003)

Michael Christopher Kijana Wamalwa (* 25. November 1944 in Kitale, Trans-Nzoia District, Provinz Rift Valley; † 23. August 2003 in Camden, England) war ein kenianischer Politiker.

## Biografie
Der Sohn des einflussreichen Abgeordneten William Wamalwa begann nach dem Schulbesuch 1965 ein Studium am King’s College der University of Cambridge, das er 1968 beendete. Nach einem anschließenden Postgraduiertenstudium der Rechtswissenschaften an der London School of Economics wurde er 1970 als Rechtsanwalt des Lincoln’s Inn zugelassen. Nach seiner Rückkehr nach Kenia wurde er Professor für Rechtswissenschaften an der University of Nairobi. Später war er außerdem als Generaldirektor der Kenya Stone Mining Company tätig.
Wamalwa begann seine politische Laufbahn 1979 als Kandidat der Einheitspartei Kenya African National Union (KANU) mit der Wahl zum Abgeordneten des Parlaments, nachdem er bei den Wahlen 1974 bereits erfolglos kandidiert hatte.
Nach der Aufhebung des Einparteienstaats durch Präsident Daniel arap Moi 1992 trat er dem Forum für die Wiederherstellung der Demokratie (Forum for the Restoration of Democracy, FORD) bei und wurde nach dem Tod von Oginga Odinga 1994 Vorsitzender der Splittergruppe FORD-Kenya. Bei den Präsidentschaftswahlen 1997 kandidierte er als Kandidat von FORD-K für das Amt des Präsidenten, unterlag jedoch dem Amtsinhaber arap Moi.
Im Oktober bildete er als Vorsitzender von FORD-K, zu diesem Zeitpunkt die drittstärkste Partei des Landes, mit zehn weiteren Parteien die sogenannte Nationale Regenbogenkoalition (National Rainbow Coalition (NARC)). Bei den darauffolgenden Wahlen im Januar 2003, die zum Ende von arap Mois 24-jähriger Herrschaft führten, wurde er als Nachfolger von Musalia Mudavadi zum achten Vizepräsidenten Kenias seit der Unabhängigkeit am 12. Dezember 1963 gewählt. Sieben Monate später verstarb er im Amt. Nachfolger als Vizepräsident wurde im September 2003 Moody Awori.